# Římskokatolická farnost Vranov u Brna
Římskokatolická farnost Vranov u Brna je územní společenství římských katolíků ve Vranově s farním kostelem Narození Panny Marie.

## Území farnosti
- Brno-Útěchov
- Lelekovice – filiální kostel sv. Filipa a Jakuba
- Šebrov-Kateřina – filiální kostel sv. Kateřiny
- Vranov – farní kostel Narození Panny Marie

## Duchovní správci
Od roku 1992 spravují farnost opět pauláni. Od 1. prosince 2013 byl farářem P. ThLic. Pavel Kříž, OM. Od 15. září 2023 je zde farářem P. Karel Hanslík, OM.

## Bohoslužby
| Kostel               | Místo         | Bohoslužba (den)                                 | Hodina                                                                                 | Poznámka     |
| -------------------- | ------------- | ------------------------------------------------ | -------------------------------------------------------------------------------------- | ------------ |
| Narození Panny Marie | Vranov u Brna | neděle pondělí úterý středa čtvrtek pátek sobota | 8.00,11.00 6.45 18.00 (zima)/ 19.00 (léto) 6.45. 10.45 18.00 (zima)/ 19.00 (léto) 6.45 | farní kostel |

## Aktivity ve farnosti
Den vzájemných modliteb farností za bohoslovce a bohoslovců za farnosti brněnské diecéze i Adorační den připadá na 24. října.
Každou sobotu se konají setkání ministrantů, schází se zde společenství mládeže i seniorů, pravidelně se koná modlitební setkávání matek a mužů, dětské mše svaté se konají jedenkrát za měsíc v pátek.
Ve farnosti se pravidelně koná tříkrálová sbírka. Při sbírce v roce 2016 se vybralo v Útěchově 29 818 korun, v Šebrově-Kateřině 23 538 korun, v Lelekovicích 65 394 korun a ve Vranově 31 145 korun.
Na jaře 2020 po rodinách farnosti putovala putovní soška vranovské Madony, věrné kopie jejího originálu. Tu z lipového dřeva zhotovil Milan Doleček, člen místní komunity paulánů.